# Oxythemis phoenicosceles
Oxythemis phoenicosceles är en trollsländeart. Oxythemis phoenicosceles ingår i släktet Oxythemis och familjen segeltrollsländor. IUCN kategoriserar arten globalt som livskraftig.

## Underarter
Arten delas in i följande underarter:
- O. p. gamblesi
- O. p. phoenicosceles